# Драси ле Фор
Драси ле Фор (фр. Dracy-le-Fort) насеље је и општина у источном делу централне Француске у региону Бургоња, у департману Саона и Лоара која припада префектури Шалон сир Саон.
По подацима из 2011. године у општини је живело 1321 становника, а густина насељености је износила 207,7 становника/km². Општина се простире на површини од 6,36 km². Налази се на средњој надморској висини од 180 метара (максималној 280 m, а минималној 186 m).

## Демографија
| 1962. | 1968. | 1975. | 1982. | 1990. | 1999. | 2011. |
| ----- | ----- | ----- | ----- | ----- | ----- | ----- |
| 428   | 443   | 514   | 908   | 1.103 | 1.092 | 1.321 |

График промене броја становника у току последњих година